# Araçari de Frantzius
Pteroglossus frantzii
Espèce
Statut de conservation UICN

 LC  : Préoccupation mineure
L'Araçari de Frantzius (Pteroglossus frantzii) est une espèce d'oiseaux appartenant à la famille des Ramphastidae.

## Description
Cette espèce atteint 45 cm pour un poids de 250 à 280 g. Elle est noir sur la tête, le cou et le dessus, avec le ventre vert présentant une bande orange ainsi qu'une ocelle noire sur la poitrine. Le bec inférieur est noir et le supérieur est rouge et jaune près de la tête.

## Répartition
Il se trouve au Costa Rica et au Panama, de la côte du Pacifique jusqu'à 1 500 mètres d'altitude.

## Alimentation
Il se nourrit de fruits, d'insectes et de petits oiseaux.